# Chùa Hōryū

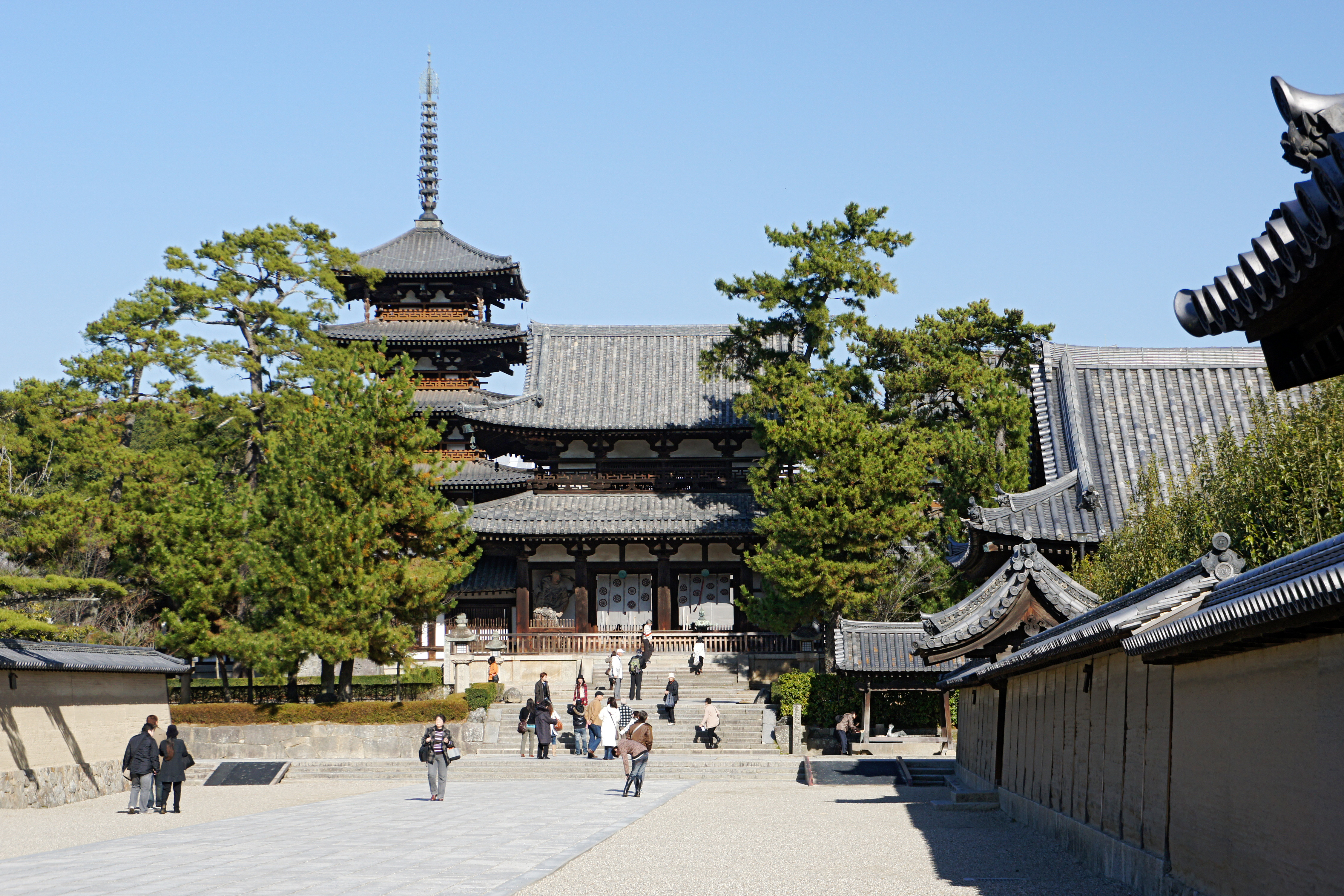
Chùa Hōryū

Chùa Hōryū (法隆寺 (Pháp Long Tự) Hōryū-ji), tên chính thức là Chùa Học vấn Hōryū (法隆学問寺 (Pháp Long Học Vấn Tự) Hōryū Gakumon Ji) là một ngôi chùa Phật giáo ở Ikaruga, tỉnh Nara, Nhật Bản, là một phần của Quần thể kiến trúc Phật giáo khu vực chùa Hōryū.

## Lịch sử
Chùa do Thánh Đức Thái tử hưng công xây dựng từ năm 607 (thời kỳ Asuka). Chùa nổi tiếng vì đây là những công trình kiến trúc bằng gỗ cổ nhất thế giới. Tuy ở Nhật có một số ngôi chùa lâu đời và quan trọng hơn nhưng chùa Hōryū là nơi được tiến hành nghi lễ nhiều nhất tại Nhật. Năm 1993, chùa Hōryū là một phần của Quần thể kiến trúc Phật giáo khu vực chùa Hōryū được UNESCO công nhận là di sản thế giới. Chính phủ Nhật Bản công nhận đây là quốc bảo.

## Công trình
Pháp Long Tự có hai khu vực chính: Saiin (Tây viện) và Toin (Đông viện). Tây viện bị thiêu rụi năm 670 nhưng được tái thiết vào cuối thế kỷ thứ 7. Đông viện thì có niên đại cuối thế kỷ thứ 8.
Tây viện không phải là một tòa nhà mà là một tu viện lớn, gồm Kim đường, Ngũ trùng tháp, Trung môn... xây dần thêm cho đến thế kỷ 13.
Đông viện gồm các công trình như Mộng điện, Xá-lợi điện, Truyền pháp đường,...
Ngoài ra trong khuôn viên chùa còn có nhiều công trình khác như Thánh Linh viện, Thực đường, Thượng Ngự đường, Tây Viên đường, Tam Kinh viện, Nam Đại môn,... đều là những di sản văn hóa quan trọng của Nhật Bản.

## Hình ảnh

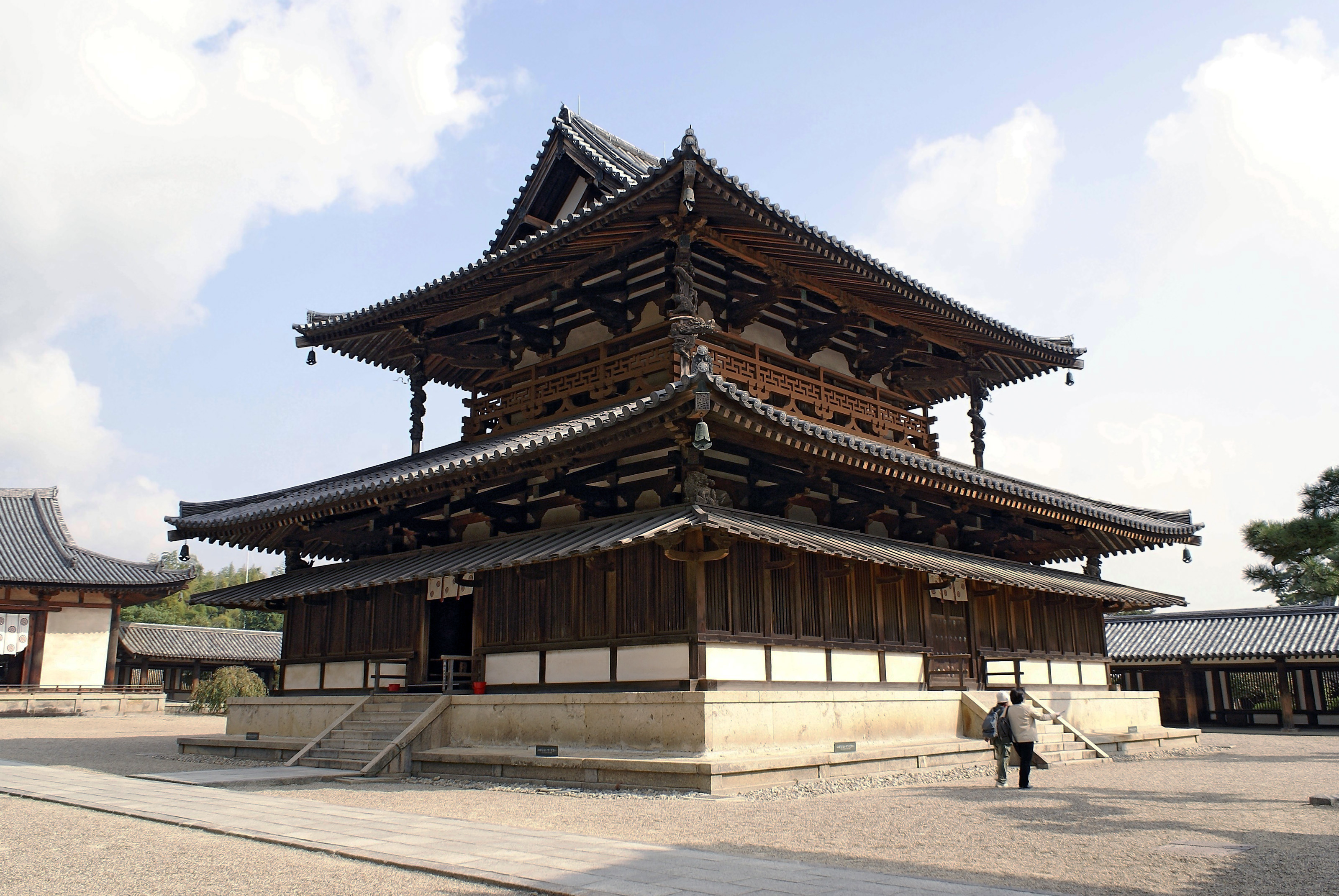
Kim đường, chùa Hōryū là một trong những công trình bằng gỗ cổ nhất thế giới, cả hai công trình bằng gỗ cổ nhất đều tọa lạc bên trong khu vực này
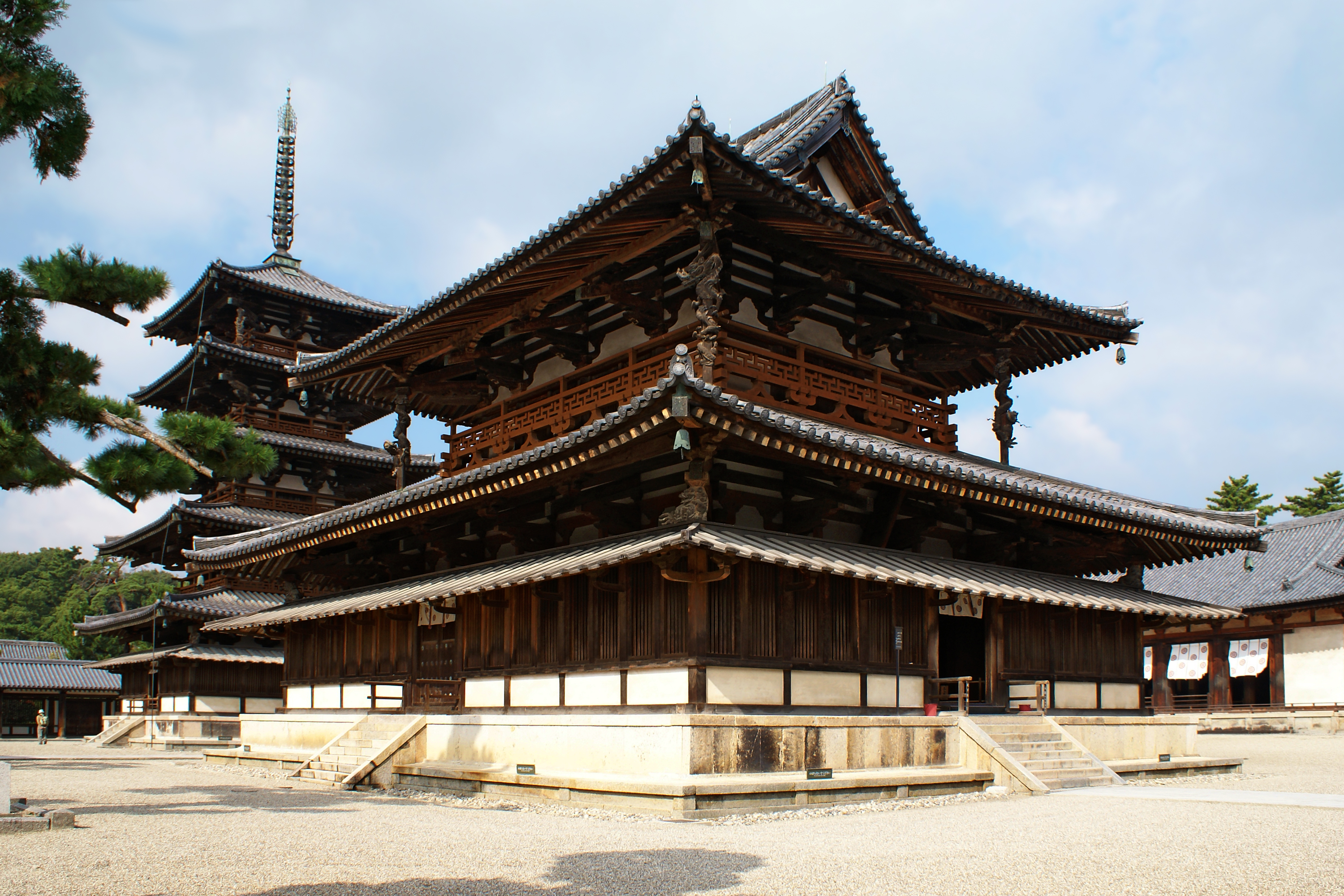
Kim đường
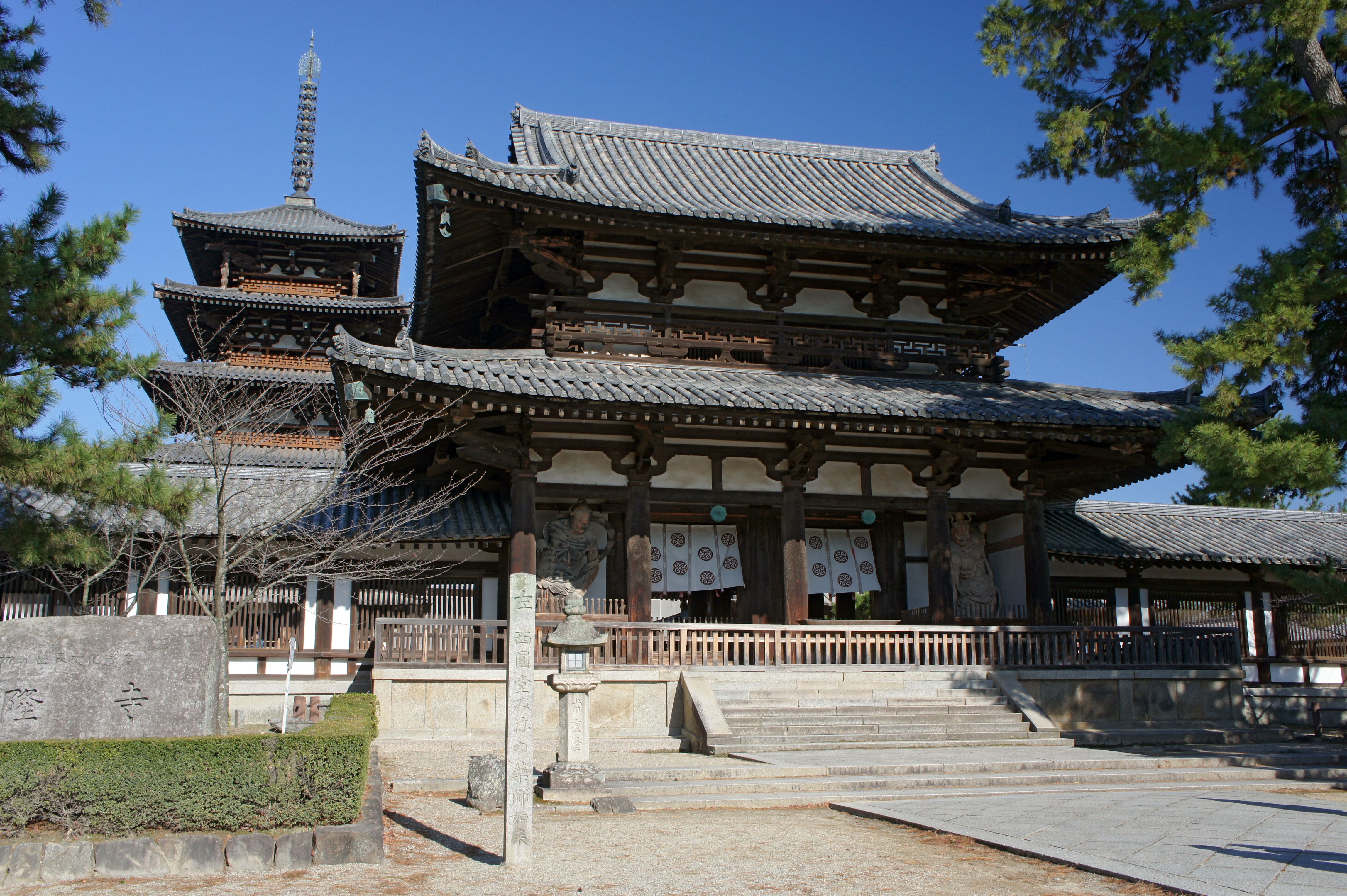
Trung môn
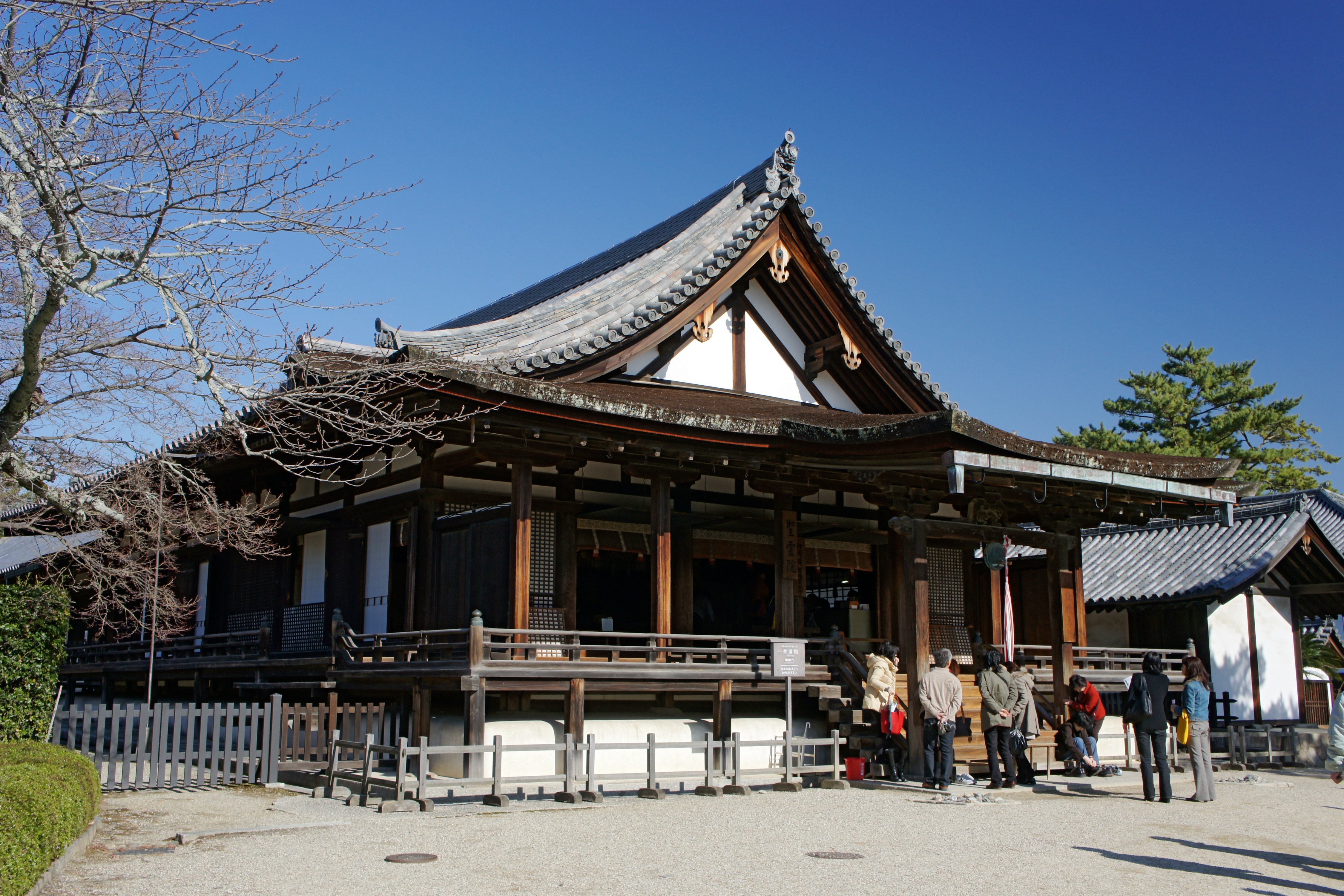
Thánh Linh viện
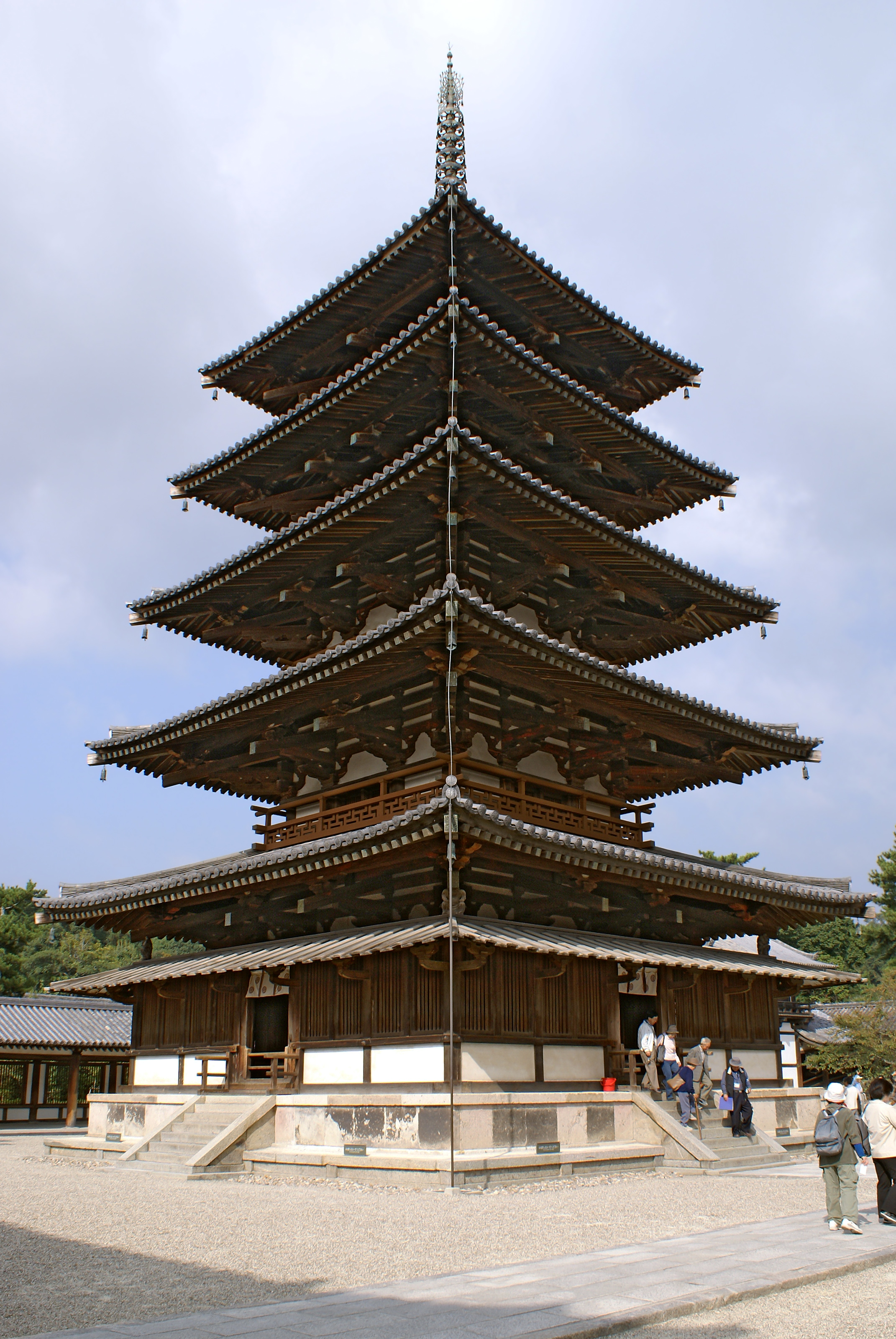
Ngũ trùng tháp
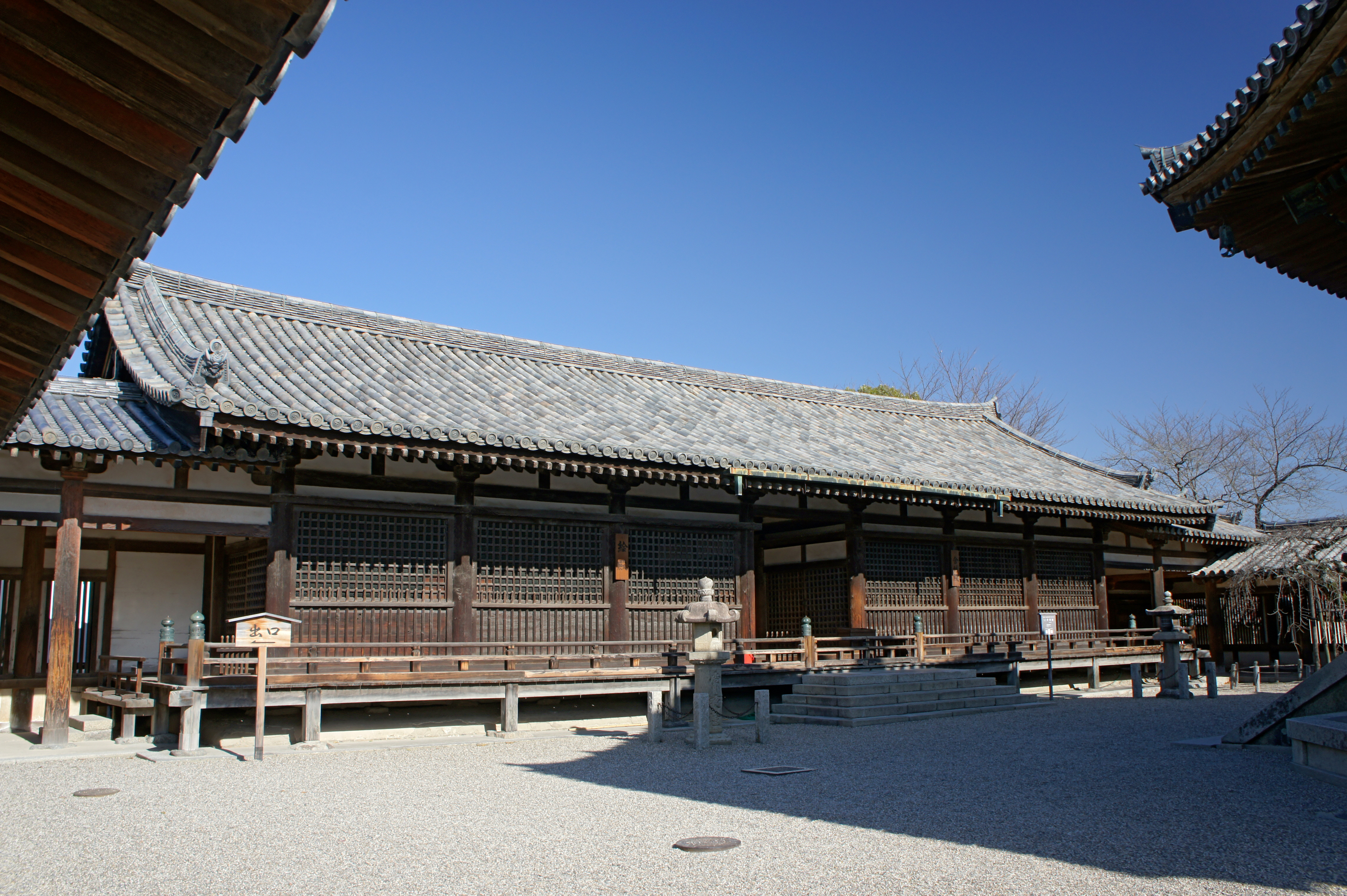
Hội điện, xá-lợi điện
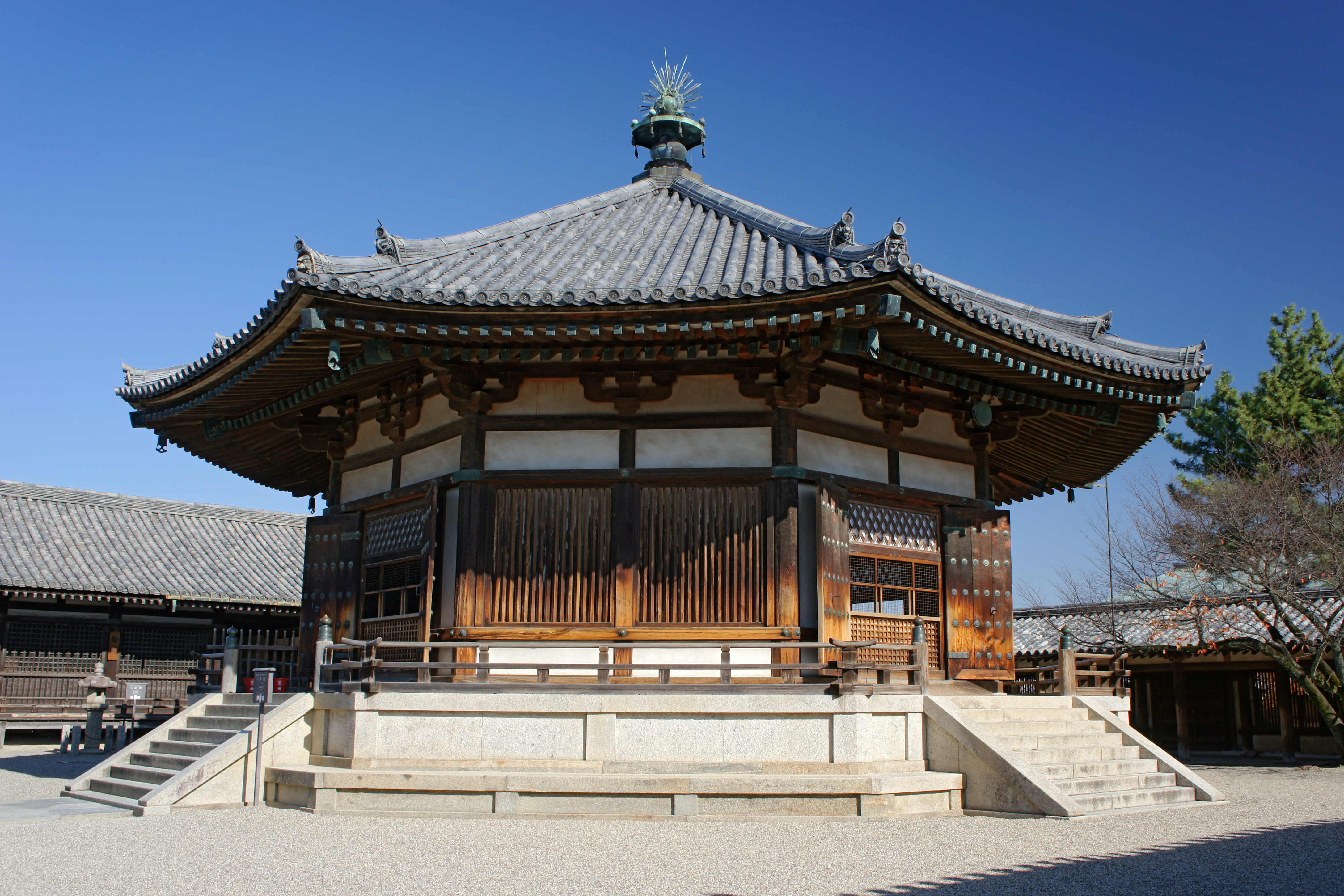
Mộng điện
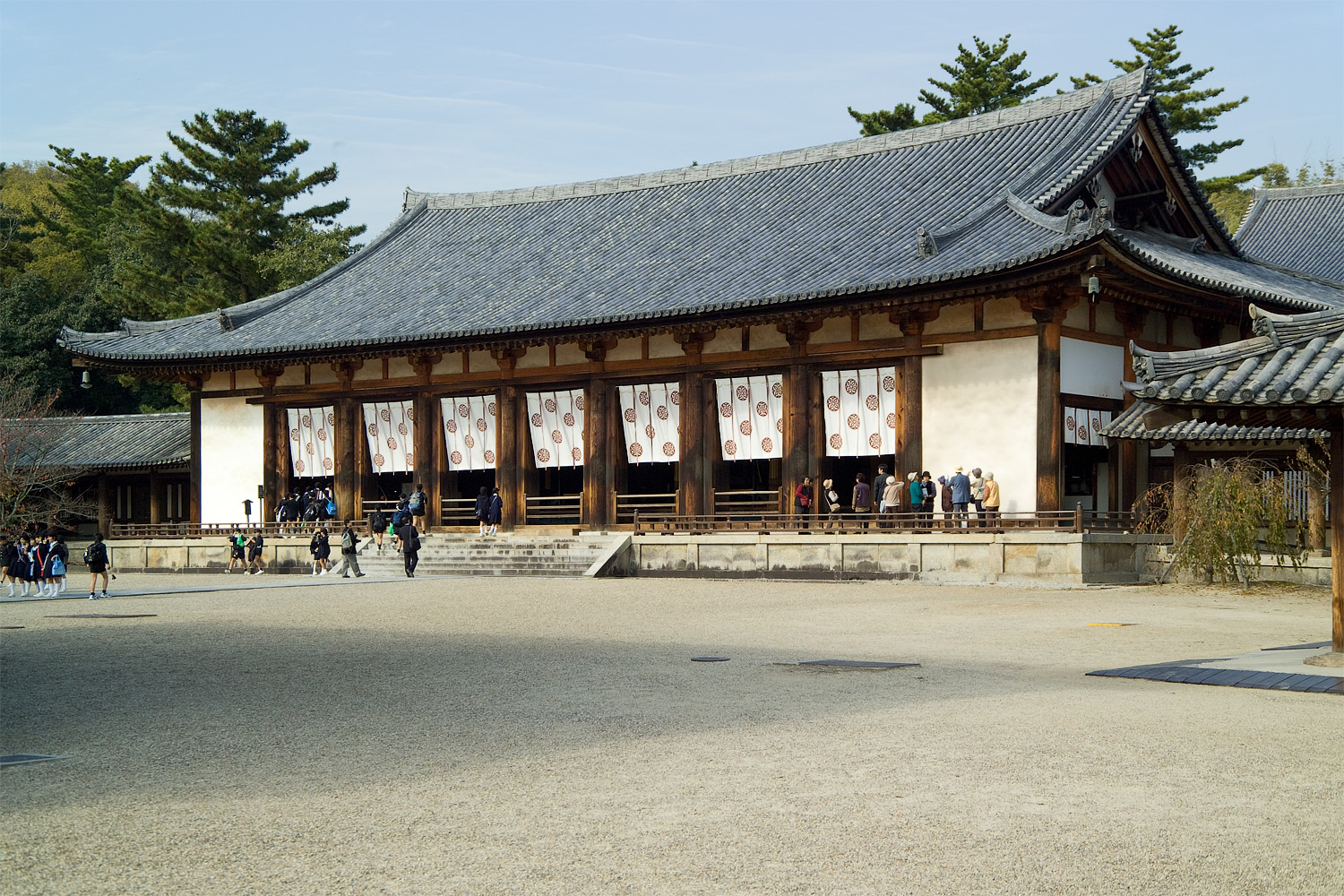
Giảng đường
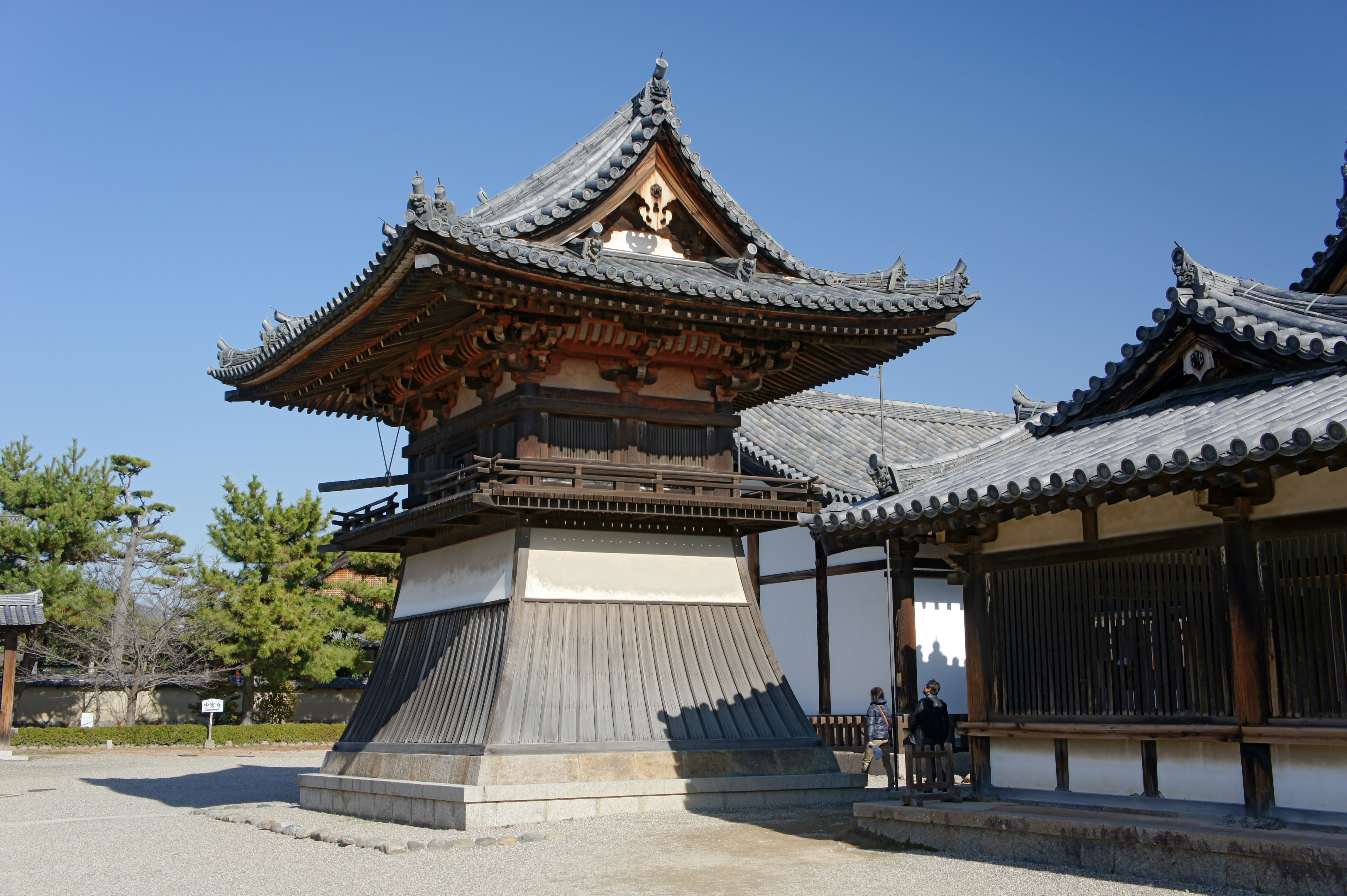
Đông viện chung lâu (tháp chuông)
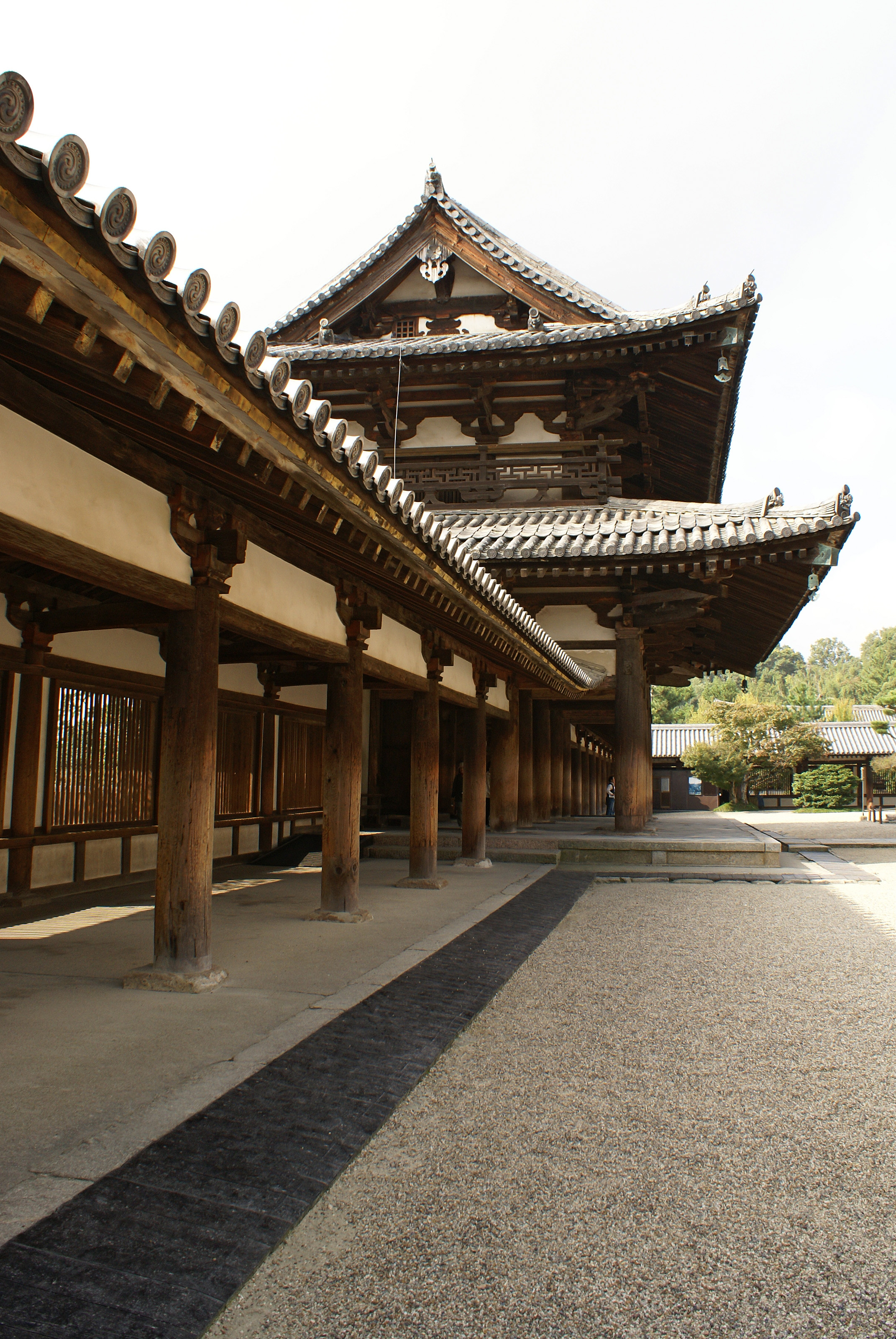